# Léon (sångerska)
Léon (stiliserat LÉON), artistnamn för Lotta Louise Lindgren, född 26 februari 1993 i Katarina församling, Stockholm, är en svensk sångare och låtskrivare.

## Biografi
Léon växte upp i Vällingby i en musikalisk familj där hennes mamma, Åsa Forsberg Lindgren, är cellist och hennes pappa, Pär Lindgren, kompositör och dirigent.
Léon började sin karriär i tonåren som försångare i en hiphop- och soul-grupp, innan hon 2015 började en solokarriär med producenten Agrin Rahmani. Hon har nämnt Amy Winehouse, Janis Joplin, Beyoncé, Etta James, Sam Cooke och Stevie Wonder som musikaliska inspirationskällor.
År 2015 fick singeln "Tired of Talking" från hennes strömningsdebut Treasure - EP ett stort antal nedladdningar och uppmärksammades av Chris Anokute och sångaren Katy Perry. Låtens popularitet gjorde att hon fick skivkontrakt med amerikanska skivbolaget Columbia Records. Hon fick även medverka i The Late Late Show with James Corden i amerikansk TV och i juli 2016 medverkade LÉON i Allsång på Skansen.
2017 medverkade Léon vid den 31:a utgåvan av Eurosonic Noorderslag i Groningen, Nederländerna. Hennes andra EP, For You, gavs ut den 3 mars 2017.
I mars 2019 gav Léon ut sitt första studioalbum med titeln LÉON, vilket fick lovord för sånger som "You And I" och "Falling". Våren 2019 genomförde hon turnén "You And I" i Europa och Nordamerika. Hösten 2019 var hon förband till Louis The Child på deras turné i Nordamerika. 
Efter ett antal singlar, bland dem "And It Breaks My Heart" och "Chasing a Feeling", gav Léon i november 2020 ut sitt andra album, Apart.